# تاريخ حزب العمال في المملكة المتحدة
نشأ حزب العمال البريطاني من حركة اتحاد نقابة العمال في المملكة المتحدة في أواخر القرن التاسع عشر وتجاوزت مكانته الحزب الليبرالي ليصبح حزب المعارضة الرئيسي للمحافظين في أوائل عشرينيات القرن الماضي. شدد حزب العمال على التخطيط الوطني، بالاعتماد على تأميم الصناعات بما يتماشى مع البند الرابع من الدستور الأصلي لحزب العمال الذي دعا إلى «الملكية المشتركة لوسائل الإنتاج والتوزيع والتبادل، باعتباره أفضل نظام يمكن الحصول عليه للإدارة والرقابة الشعبية لجميع الصناعات والخدمات»، ولكن تمت مراجعة هذا البند في نهاية المطاف في عام 1994.
وصل حزب العمال إلى الحكم عدة مرات عبر تاريخه، أولاً كحكومات أقلية في عهد رامزي ماكدونالد في عام 1924 وبين عامي 1929 و1931، حين انقسم ماكدونالد ونصف وزرائه عن التيار الرئيسي للحزب الذي اعتبرهم خونة. كان حزب العمال شريكًا صغيرًا في التحالف خلال الحرب العالمية الثانية بين عامي 1940 و1945. عمل حزب العمال على إنشاء دولة رفاهية مع هيئة للخدمات الصحية الوطنية وأمم خمس الاقتصاد آنذاك وساعد في انضمام المملكة المتحدة إلى الناتو، وذلك بعد الفوز بالأغلبية الساحقة خلال الانتخابات العامة الشهيرة لعام 1945 بقيادة كليمنت أتلي (1945-1951). عارض الحزب الاتحاد السوفيتي خلال الحرب الباردة، وعزز التحديث الاقتصادي تحت حكم هارولد ويلسون بين عامي 1964 و1970. تولى حزب العمال زمام الحكومة مرةً أخرى بين عامي 1974 و1979 تحت قيادة ويلسون ثم جيمس كالاهان، ولكن أدت الأزمات الاقتصادية المتصاعدة، أو ما يُعرف بـ«شتاء السخط»، والانشقاق عن ديفيد أوين وغيرهم ممن أسسوا الحزب الديمقراطي الاجتماعي، إلى نشوء جهات معارضة للحزب وخاصةً خلال سنوات حكم تاتشر بين عامي 1979 و1990.
فاز حزب العمال بأغلبية ساحقة في الانتخابات العامة لعام 1997 برئاسة توني بلير وحصل على 179 مقعداً في مجلس العموم، ولكن خُفض العدد الكبير لمقاعد الحزب في مجلس العموم بشكل طفيف ليصل إلى 167 بعد الانتخابات العامة لعام 2001. أما في الانتخابات العامة لعام 2005 فقد خُفض عدد مقاعد الحزب بصورة ضخمة ليصل إلى 66 مقعد فقط. خسر حزب العمال في الانتخابات العامة لعام 2010 برئاسة جوردون براون، وأصبح معارضًا لتحالف المحافظين/ الليبراليين الديمقراطيين. أعلن إد ميلباند، رئيس الحزب المعارض لحكومة الأغلبية المحافظة بقيادة ديفيد كاميرون، عن استقالته، بعد تكبد الحزب المزيد من الخسارات في الانتخابات العامة لعام 2015. وعلى الرغم من خسارة المحافظين لأغلبيتهم في عام 2017، عبر حزب العمال عن معارضته لترأس تيريزا ماي للحكومة لفترة حكومية ثانية من خلال اتفاقية ثقة وإمداد مع الحزب الديمقراطي الوحدوي. كانت الانتخابات العامة في المملكة المتحدة لعام 2019 الهزيمة الخامسة لحزب العمال، الأمر الذي أدى لحصول بوريس جونسون على الأغلبية الساحقة مترأساً الحكومة، وتخلي جيريمي كوربين عن رئاسة الحزب.

## تأسيس الحزب

### خلفية
يعود أصل حزب العمال إلى الزيادة الكبيرة في أفراد طبقة البروليتاريا الحضرية في أواخر القرن التاسع عشر، وحصول ذكور الطبقة العاملة على حق الانتخاب، حين أصبح من الضروري حينها وجود كيان سياسي لتمثيل مصالح واحتياجات تلك المجموعات. أصبح بعض أعضاء حركة اتحاد نقابة العمال مهتمين بالانتقال إلى المجال السياسي، وبعد حصول طبقة البروليتاريا على حق التصويت وزيادة امتيازاتهم في عامي 1867 و1885، أيد الحزب الليبرالي بعض المرشحين الذين ترعاهم النقابات العمالية. بالإضافة إلى ذلك، تشكلت عدة مجموعات اشتراكية صغيرة في هذا الوقت تقريبًا بهدف ربط الحركة الاتحاد بالخطط السياسية في المملكة، وكان حزب العمل المستقل من بين هذه المجموعات، إضافةً إلى الجمعية الفابية الفكرية الخاصة بالطبقة الوسطى في المجتمع، والاتحاد الاشتراكي الديمقراطي وحزب العمال الإسكتلندي.
بدأت الحركات الاشتراكية البريطانية في إحراز تقدم ملحوظ في الحكومة المحلية، وسيطر الحزب التقدمي المكون من الفابيين والليبراليين البريطانيين على مجلس مقاطعة لندن في أول انتخابات أجريت هناك في عام 1889. كان المجلس أول هيئة متمتعة بنفوذ اشتراكي كبير، إذ عمل على تطبيق برنامج لتوفير الخدمات على مستوى البلديات من خلال بناء بعض المساكن الاجتماعية الأولى في إنجلترا وزيادة الإنفاق العام على الخدمات العامة مثل فرق الإطفاء. بالإضافة إلى ذلك، قام الحزب في عام 1897 بزيادة عدد المنتزهات والحمامات العامة، وحسن نظام الصرف الصحي في لندن، ووسع الطرق وأرصفتها، وافتتح نفق بلاك وول، الذي يربط جزيرة الكلاب مع غرينتش. أنشأت رابطة العمل النسائية، الناشطة في المجالات السياسية الاجتماعية، عيادةً لرعاية الطفل في كنسينغتون قبل اندلاع الحرب العالمية الأولى.
أصبح فريد جويت، العضو في حزب العمل المستقل، أول اشتراكي مُنتخب في مجلس مدينة برادفورد في عام 1892، وأسس بعد انتخابه بعدة أشهر فرعًا لحزب العمل المستقل في تلك المدينة. كان جويت مسؤولًا عن تمرير العديد من الإصلاحات المهمة التي تبنتها السلطات المحلية الأخرى لاحقاً بصفته عضوًا في مجلس مدينة برادفورد؛ في عام 1904، على سبيل المثال، أصبحت برادفورد أول سلطة محلية في بريطانيا تقدم وجبات مدرسية مجانية، في حين أدت حملة ناجحة إلى إخلاء منطقة عشوائية واستبدالها بمنازل جديدة. كان جويت مؤيدًا لإصلاح قانون الفقراء لعام 1834، وحاول تحسين جودة الطعام المقدم للأطفال في ميتم برادفورد بعد انتخابه كوصي لقانون الفقراء.
أصبح وست هام بورو أول مجلس للعمال في عام 1898، وشرعت الإدارة الجديدة في تطبيق برنامج يتضمن توسيع القوى العاملة في البلديات وإخضاعها مباشرةً للرقابة العامة من أجل تحسين الأمن الوظيفي والظروف ودفع أجور العمال. قُدم الحد الأدنى للأجور لأعضاء المجلس وحُدد يوم العمل بثماني ساعات، إضافةً إلى توفير عطلة سنوية مدتها أسبوعين. وعلى الرغم من فقدان حزب العمال لأغلبيته بعد ذلك بعامين فقط، إلا أن إنجازاته في المجلس أظهرت فاعليته في تعزيز الإصلاح على مستوى البلديات.
قدم حزب العمل المستقل 28 مرشحًا في الانتخابات العامة لعام 1895 لكنه فاز بـ 44325 صوتًا فقط. اعتقد كير هاردي، رئيس الحزب آنذاك، أنه من الضروري الانضمام إلى الجماعات اليسارية الأخرى لتحقيق النجاح في الانتخابات البرلمانية.